# Alingsås församling
Alingsås församling är en församling i Alingsås pastorat i Kullings kontrakt i Skara stift i Svenska kyrkan. Församlingen ligger i Alingsås kommun i Västra Götalands län.

## Administrativ historik
Församlingen bildades 1967 genom sammanläggning av Alingsås stadsförsamling, Alingsås landsförsamling, Bälinge församling och Rödene församling.
Från 1967 är församlingen moderförsamling i pastoratet Alingsås, Ödenäs och Hemsjö.

## Kyrkor
- Bälinge kyrka
- Christinae kyrka
- Landskyrkan
- Noltorpskyrkan
- Stockslyckekyrkan